# Inés Indart
Inés Indart es una localidad argentina de la provincia de Buenos Aires, perteneciente al partido de Salto.

## Historia
Podemos decir que el pueblo de Inés Indart nace con la habilitación de la estación de ferrocarril, perteneciente al ferrocarril San Martín, el 10 de enero de 1911, en primer lugar se eligió para denominarla estación Legüel, nombre de un lonco mapuche que habitó las tierras.
El 1 de noviembre del mismo año, cambio esta denominación por la actual en homenaje a la Sra. INÉS INDART de Dorrego, donante de las tierras donde se había instalado el ferrocarril.
¿Quién era Inés Indart?
La historia cuenta que Don Luis Dorrego y Salas, desvinculado de la sociedad que mantenía con don Juan Manuel de Rosas y Terrero en la propiedad del primer saladero instalado en Quilmes, llamado “Las Higuerillas” y casado con Doña Inés Indart e Igarzábal, denuncia ante el gobierno de Buenos Aires tierras “vacas” (sin ocupantes) en la zona de la laguna “Las Saladas”, corría el año 1822, toma posesión de las mismas y las dedica a la cría de ganado bovino y equino, posteriormente adquiere los derechos de posesión a Don Ambrosio Lastra (22-7-1825) linderas al campo que ocupaba y dentro de lo que hoy es partido de Salto.
Luego (3-5-1826) adquiere al Estado tierras en enfiteusis dentro del partido de Rojas. Sigue adquiriendo derechos de posesión y así el 15 de noviembre de 1832 compra a Joaquín de la Cuesta y Martínez otra fracción en el partido de Salto.
El 23 de diciembre de 1833 le adquiere los derechos a Lucas González, quien los poseía por compra que había hecho a José Cayetano Borbón, este terreno ocupaba los partidos de Rojas y Salto.
El 7 de junio de 1834 le adquiere un boleto de permuta a Martínez Fonte, ubicando las superficies de las tierras que fueron de Lastra y en esta última fecha escritura esas tierras que ocupaba y cuyo propietario era el Estado de Buenos Aires.
El 23 de agosto de 1839 le adquiere al Estado una gran extensión de tierras denominada “El Bañadito” (nombre que aún persiste) y el 18 de abril de 1849 realiza la última compra a Vicente y Pedro Martínez, todas estas tierras en el partido de Salto. Don Luis Dorrego y Salas fallece en julio de 1852.
Su hijo, Luis Dorrego e Indart pasa administrar estas propiedades y el 1 de diciembre de 1853 adquiere terrenos propiedad del Cnel. Prudencio Arnol, incluido el boleto de premio del Capitán José Hernández, esto en el partido de Rojas.
El 15 de enero de 1853 le compra la quinta parte a los herederos de Reinoso y Justa Araujo de Reinoso en el partido de Salto. El 2 de junio de 1863 adquiere tierras en enfiteusis que poseía en Rojas y por último el 20 de diciembre de 1864 le adquiere al Estado tierras ocupadas por Don Gavino Salas, tierras que ocupaban los partidos de Rojas y Salto. Luis Dorrego e Indart se había casado con Doña Enriqueta Lezica con quien tuvo a Felicia, Luis e Inés.
A la muerte de Don Luis Dorrego y Salas, su esposa Doña Inés Indart y sus hijos procedieron de común acuerdo y extrajudicialmente a la liquidación de la testamentaria, con arreglo a los dispuesto en su testamento, que había sido otorgado el 16 de julio de 1852 ante el escribano Don Marcos Leonardo Agrelo.
Así es como Don Luis Dorrego e Indart quedó como propietario de 17.844 hectáreas que ocupaban el establecimiento “La Vigía” en el partido de Rojas y a su muerte lo hereda su esposa Enriqueta Lezica y sus hijos Felicia, Luis e Inés.
Doña Inés Indart e Igarzábal de Dorrego queda como propietaria del establecimiento “Las Saladas” ubicado en el partido de Salto y con una superficie de 37.014 hectáreas que a su muerte heredan sus hijas Teresa, Magdalena, Mercedes, Ángela e Inés.
Esta estancia antes del advenimiento del alambrado constaba de 19 puestos próximos a sus límites, que llevaban los siguientes nombres: la Estrella, El Rincón, El Eucalipto, Las Cañas, El Clavo, La Tardanza, El Rodeo de Bueyes, El Sauce, El Aguribay, El Chañar, El Teodolito, San Victorio, La Merced, San Luis, El Arbolito, La Noria, La Angelita, La Unión y La Conciliación.
Por casamientos de las herederas con dos Ortiz Basualdo, con Miró y con Unzué, su descendencia va heredando y subdividiendo estas tierras. Parte de ellas con el auge de la agricultura se colonizó subdividiéndose en pequeñas parcelas, parte de lo fue este enorme latifundio, es donde se formaron lo que conocemos como La Invencible y nuestro querido Inés Indart.

## Población
Cuenta con 911 habitantes (Indec, 2010), lo que representa un descenso del 9% frente a los 1002 habitantes (Indec, 2001) del censo anterior.
| Gráfica de evolución demográfica de Inés Indart entre 1991 y 2010 |
|                                                                   |
| Fuente: Censos nacionales del INDEC                               |

## Parque Solar Indart
Un parque solar de 400 kilovatios ya se encuentra en pleno funcionamiento en la localidad de Inés Indart, partido de Salto, provincia de Buenos Aires, con capacidad para abastecer de energía a una población de 4000 habitantes. El pueblo tiene 1000 pobladores, por lo que parte de la energía sobrante será volcada a la red para abastecer en la ciudad cabecera del partido.
Se trata de la segunda central fotovoltaica inaugurada en la provincia como parte del programa bonaerense de Generación Eléctrica Distribuida (Proinged), un fideicomiso conformado por la provincia y cooperativas eléctricas cuyo objetivo es abastecer de energía eléctrica segura a pueblos considerados "punto de línea" (que están en el límite del tendido eléctrico y suelen sufrir cortes de suministro cuando crece la demanda.
La obra se adjudicó a una Unión Transitoria de Empresas (UTE) conformada por tres firmas locales: las desarrolladoras Sustentator y Wadeh y la ensambladora de paneles solares LV Energy, y fue completada en cinco meses (a fines de enero se adjudicó y el 22 de junio fue inaugurado del parque)
En total, se instalaron 1540 paneles fotovoltaicos, ensamblados en San Luis por LV Energy, una compañía fundada en 2013 para el desarrollo de las energías renovables. Asimismo, se instaló un sistema de cámaras, iluminación de emergencia y pararrayos para dar mayor seguridad a la obra.
El ingeniero Rodrigo Herrera Vegas, socio fundador de SUSTENTATOR dijo en un portal de noticias: "Al contrario de lo que ocurre en las licitaciones como las del programa Renovar, para estos proyectos a escala más pequeña no se pueden importar equipos con arancel cero, así que decidimos proveernos como una empresa local".
En su primer mes de funcionamiento, "la central ayudó a inyectar 1,72 MWh diarios de energía limpia, a pesar de que estamos en invierno"comentó el desarrollador.